# 苟輔
苟 輔（こう ほ、? - 385年）は、五胡十六国時代前秦の人物。南安郡の出身。

## 生涯
前秦に仕え、苻堅の時代に新平郡太守に任じられた。
384年10月、後秦君主姚萇は自ら兵を率いて新平へ侵攻した。姚萇が到来すると苟輔は降伏を考えたが、遼西郡太守馮傑・蓮勺令馮羽・尚書郎趙義・汶山郡太守馮苗らは諫めて「天下が喪乱した時こそ、誰が忠臣かが明らかになります。昔、田単は一城を守って斉を存続させました。今、秦の領土は、州を連ねて鎮を累しており、郡国はなお百を超える城を持っております。どうしてこうもすぐに叛臣とならねばならないのですか！臣子は君父に対し、心を尽くし力を尽くし、死してもなお変わらないものです。どうして二臣となるべきでしょうか！」と述べると、苟輔は喜んで「これこそ我の志である。ただ、久しく救援が来ずに郡の民が罪を被る事をおそれていたのだ。しかし、汝らもそのように考えているのであれば、我がどうして生を顧みようか！」と宣言し、籠城を図った。
後秦軍は城攻めの準備として山を造り地下道を掘ったが、苟輔は城内の兵を指揮してこれに応じ、山上・地下で各々奮戦して1万以上の兵を討ち取った。さらに、苟輔は偽って降伏を申し入れると、後秦軍を誘き寄せた。姚萇はこれを信じて新平城へ入ろうとしたが、途中で疑念を抱いて引き返した。だが、苟輔は兵を繰り出してこれを攻め、姚萇は取り逃がしたものの、1万人余りを殺害した。
385年1月、姚萇は諸将に新平攻撃を継続させると、自ら軍を率いて安定へ侵攻して嶺北の諸城を尽く降伏させた。
4月、新平では兵糧が枯渇し、矢も尽きてしまい、外からの救援も来なかった。姚萇は使者を派遣して苟輔へ「我は義をもって天下を取ろうとしている。どうして忠臣に仇なしてよいだろうか！卿はただ城中の人を率いて長安へ帰ればよい。我はまさにこの城を得たいだけなのだ」と述べると、苟輔はこれに同意して五千戸の民を率いて城を出た。だが、姚萇はこれを包囲すると生き埋めにしてしまい、男女共に一人も残らなかった。ただ、馮傑の子である馮終のみが脱出し、長安へ逃れた。苻堅は苟輔らに官爵を追贈し、いずれも節愍侯と諡した。また、馮終を新平郡太守に任じた。

## 逸話
後趙の石虎の時代、新平の民が清河出身の新平相崔悦を殺害した事があった。のちに崔悦の子である崔液は苻堅に仕えて尚書郎に任じれたが、彼は上表して父の仇（新平の民）は天地を共に出来ないと述べ、郷里である冀州に帰らせて欲しいと請うた。苻堅はこれを憐れみ、新平の民を禁固刑に処し、城壁の一部を壊してこれを戒めた。以来、新平の民はこれを見る度に過ちを犯した事を恥じ、いつか忠義を立てて恥を雪ごうと考えていた。その為、危機に瀕しても一人として姚萇に降伏する者はいなかったのだという。